# Atlantic Beach, South Carolina
Atlantic Beach är en kommun (town) i Horry County i South Carolina. Vid 2010 års folkräkning hade Atlantic Beach 334 invånare.